# Таджицький Державний педагогічний університет імені Садриддіна Айні
Таджицький Державний педагогічний університет імені Садриддіна Айні (тадж. Донишгохи давлатии омӯзгории Тоҷикистон ба Садриддин Айнӣ) — державний педагогічний університет, вищий навчальний заклад у столиці Таджикистану місті Душанбе, що носить ім'я видатного таджицького радянського поета Садриддіна Айні; один з найдавніших у республіці і провідний у своїй галузі таджицький виш.

## Загальні дані
Таджицький Державний педагогічний університет імені Садриддіна Айні розташований у просторому корпусі за адресою:
пр. Рудакі, буд. 121, м. Душанбе—734000 (Республіка Таджикистан)
Чинний ректор вишу — доктор економічних наук, професор Шарифов Зариф Рахмонович.

## Організація навчального процесу[2]
У структурі Таджицького Державного педагогічного університету імені Садриддіна Айні функціонують 12 факультетів: 
- факультет філології;
- факультет історії;
- факультет педагогіки;
- факультет математики;
- факультет фізики;
- факультет хімії;
- факультет біології;
- факультет географії;
- факультет технології та підприємництва;
- факультет англійської мови;
- факультет романо-германської філології;
- факультет російської мови та літератури.

Для підготовки фахівців функціонують 45 спеціальних і 52 загальноуніверситетських кафедр, на яких працюють 410 викладачів. На денному та заочному відділеннях університету навчаються понад 1 700 студентів. Таджицький Державний педагогічний університет імені Садриддіна Айні вважається одним з головних навчально-виховних і наукових центрів підготовки висококваліфікованих науково-педагогічних кадрів Республіки Таджикистан і визнаний одним з провідних навчальних закладів у реформуванні системи освіти, науки і культури.
Навчання в університеті ведеться 3 мовами: таджицькою, російською та узбецькою за спеціальними багатоступеннєвими освітніми програмами вищої освіти. У теперішній час (березень 2009 року) університет готує фахівців за 33 спеціальностями.
Таджицький Державний педагогічний університет імені Садриддіна Айні має великий науковий потенціал: 38 докторів наук-професорів і понад 125 кандидатів наук-доцентів провадять науково-дослідницькі і науково–методичні роботи за понад 50 науковими проблемами природничого, технічного і суспільно–гуманітарного характеру. Щорічно (2000-ні), за звітами професорсько-викладацького складу, готується понад 10 підручників і 40 навчальних посібників для середніх загальноосвітніх шкіл та вищих навчальних закладів, видається понад 10 монографій і друкується понад 300 науково-методичних статей.
При університеті функціонує докторантура і аспірантура, на яких готують висококваліфікованих спеціалістів за 25 галузями знань.
Університет має своє видавництво, свій науковий часопис «Вестник университета» та газету «Омузгори хавон».
Діє спеціальна рада університету із захисту кандидатських і докторських дисертацій.

## Історія університету[3]
Таджицький Державний педагогічний університет імені Садриддіна Айні був організований 18 червня 1931 року як Вищий агропедагогічний інститут. Та вже 1 вересня наступного (1932) року інститут перейменували в Педагогічну академію.
У квітні 1934 року «Педагогічна академія» була названа Сталінабадським педагогічним інститутом. 1939 року Сталінабадському педінститутові було присвоєно ім'я великого українського поета Тараса Шевченка.
Від 1936 року на базі вузу діє аспірантура, а від 1961 року — докторантура за різними галузями спеціальностей.
16 грудня 1981 року на честь 50-річного ювілею Постановою Верховної Ради СРСР Душанбинський педагогічний інститут імені Тараса Шевченка був нагороджений Орденом «Дружби народів».
Вже за незалежності Таджикистану згідно з Постановою Верховної Ради Республіки Таджикистан від 9 вересня 1991 року № 386 інститутові було присвоєно ім'я відомого таджицького педагога і вченого К. Ш. Джураєва.
Згідно з Постановою Верховної Ради Республіки Таджикистан від 29 серпня 1992 року № 73-О (А) Душанбинський державний педагогічний інститут імені К. Ш. Джураєва був перейменований у Душанбинський державний педагогічний університет імені К. Ш. Джураєва.
Постановою Уряду Республіки Таджикистан від 3 січня 1997 року № 5 виш перейменували в Таджицький державний педагогічний університет імені К. Ш. Джураєва.
Нарешті згідно з Постановою Уряду Республіки Таджикистан від 3 квітня 2007 року № 192 Таджицький Державний педагогічний університет  імені К. Ш. Джураєва був перейменований у Таджицький Державний педагогічний університет імені Садриддіна Айні.

## Виноски
1. ↑  Таджицький Державний педагогічний університет імені Садриддіна Айні [Архівовано 2010-06-16 у Wayback Machine.] на www.univer.in («Вищі навчальні заклади країн СНД») [Архівовано 2010-06-16 у Wayback Machine.] (рос.)
2. ↑  Організація навчального процесу // Таджицький державний педагогічний університет на www.eau.msu.ru (Євразійська Асоціація університетів) (рос.)
3. ↑  Таджицький державний педагогічний університет на www.eau.msu.ru (Євразійська Асоціація університетів) (рос.)
4. ↑  Офіційний сайт університету (рос.)